# 異国の鳥たち
『異国の鳥たち』（いこくのとりたち、フランス語: Oiseaux exotiques）は、オリヴィエ・メシアンが1955年から1956年にかけて作曲した、ピアノと小オーケストラのための音楽作品。演奏時間は約13分。1953年の『鳥たちの目覚め』とは、ともに鳥の歌による作品として共通点が多いが、違いも少なくない。

## 作曲の経緯
ドメーヌ・ミュジカルの演奏会で演奏するための曲目としてピエール・ブーレーズから依頼された。
スコアによると、『異国の鳥たち』は1955年10月5日から1956年1月23日にかけて作曲されたとされているが、実際にはそれより1年以上前の1954年5月にはすでに作曲活動をはじめていた。
メシアンの作曲態度は『鳥たちの目覚め』とはかなり異なっていた。『鳥たちの目覚め』が自ら採譜したフランスの鳥の歌をなるべく忠実に音楽化しようとしたのに対し、『異国の鳥たち』の主要な材料は北アメリカの鳥の歌のSPレコードであり、単なる旋律ではなく和声が加えられている。打楽器は鳥の歌ではなくインドやギリシアのリズムを演奏する。
1956年3月10日、パリのマリニー劇場 (Théâtre Marigny) において、ルドルフ・アルベルトの指揮するドメーヌ・ミュジカルによって初演された。ピアノ独奏はイヴォンヌ・ロリオがつとめた。曲はイヴォンヌ・ロリオに献呈されている。

## 楽器編成
ピッコロ、フルート、オーボエ、小クラリネット、クラリネット2、バスクラリネット、ファゴット、ホルン2、トランペット、グロッケンシュピール、シロフォン、ピアノ、木魚3、ウッドブロック、スネアドラム、ゴング3、タムタム。
ピアノ、2本のクラリネット、シロフォンは独奏楽器として他の楽器より前に配置される。

## 構成
作品はインド、中国、マレー諸島、南アメリカ、北アメリカの合計45種の鳥の歌を使用している。鳥たちの歌は実際の分布地域とは無関係に自由に組み合わせられる。
冒頭はホルンのグリッサンドを含むミナミキュウカンチョウの鳴き声にはじまる。やがてフォルテッシモでハクオウチョウの特徴的な声が聞かれ、その後に長い休みが置かれる。最初のピアノの大カデンツァは、ミナミキュウカンチョウ、ソウシチョウ、モリツグミ、ビリーチャイロツグミが順に出現する。
ついで木管楽器とグロッケンシュピール、シロフォンによる高速な合奏と、ピアノによるショウジョウコウカンチョウの小カデンツァが交替する（2回ずつ演奏）。
タムタムのクレッシェンドにはじまるソウゲンライチョウの重々しい声の後、速くなってハクオウチョウやシキチョウを中心とする大合奏になる。その後ふたたびソウゲンライチョウが出現する。ピアノによるネコマネドリ、ボボリンク（コメクイドリ）の大カデンツァがそれに続く。
最後の大合奏部分はシキチョウなどにより、シロフォンのグリッサンドが特徴的である。
モリツグミの声によるごく短い小カデンツァ、冒頭のミナミキュウカンチョウとハクオウチョウの旋律が再現し（最後に同じ音が31回くり返される）、長い休止で終わる。